# 2014 dans la police
Cet article présente les faits marquants de l'année 2014 dans la police.

## Évènements
- Mort de Rémi Fraisse, militant écologiste tué lors des manifestations contre le barrage de Sivens par une grenade offensive tirée par un gendarme.